# 蕭嗣立
蕭嗣立（16世紀—1641年），字而權，廣東廣州府番禺縣人，明朝政治人物。

## 生平
蕭嗣立是萬曆四十六年（1618年）戊午科廣東鄉試舉人，崇禎四年（1631年）授潁上知縣，判案精明，其時蝗蟲肆虐，唯獨不入潁上，人們比為像魯恭治理中牟一樣，流寇日漸為患，他賣去妻子的髮簪犒賞士兵，招募廣東人制火器守城，賊人得知後都相戒勿犯，肆意攻城者都悉數殲滅，潁上人寫下《守城紀實》記錄。八年（1635年）潁州和霍丘失守，秋天入侵潁上，他固守城告池，並向山東按察司副使、兵備潁州謝肇玄告急，對方發兵五百人守衛，流寇退卻，漕運總督朱大典以當地是陵寢重地，特薦表蕭嗣立擔任潁州知州。
蕭嗣立到任潁州後，先修葺城池、整頓學宮、創立衙宇倉庫，又招集流民給牛種耕作，同時修復被賊人毀壞的西湖，潁州人歌頌他，歌謠中有「五袴再歌新日月，三刀重整舊山河」的句子，地方習俗多不合古禮，他刻下家禮易簡編教育人民。崇禎十二年（1639年）他兼署壽州事務，張獻忠來犯，他和里居當地的方震孺招募死士連夜闖入賊營，斬殺其梟帥，獲得不少馬匹衣甲，三次奉旨錄功；十四年（1641年）正月河南賊過天星、袁老山等人包圍潁州，賊人偵察時遙見天神執刀騎赤馬巡城，大驚逃遁，官軍追斬敵方數千人，他在城上卧食八十餘日，衣不解帶，因勞成病，臨終前依舊三次大呼追賊，後來方震孺巡按廣東，將其勞績上報兩院，舉入鄉賢祠，從祀廣州府學。

## 引用
1. 1 2  同治《番禺縣志·卷四十二·列傳十一》：蕭嗣立，字而權，萬厯四十六年舉人，事繼母孝，為潁上知縣，發奸摘伏如神，崇正朝江北蝗不入其境，時比之魯中牟，流寇日熾，嗣立脫室人簪珥以犒士，募粵人制火器為守城具，賊聞之相戒勿犯，有狂逞者悉殲滅，潁人著《守城紀實》以誌焉，潁州失守，總漕朱大典以陵寢重地需人，特表嗣立知潁州，修城池、整學宮、創衙宇、繕倉庫，撫集流亡給牛種使耕作，時西湖毀於寇，力為修復，州人誦德，有「五袴再歌新日月，三刀重整舊山河」之語。州俗多悖古禮，纂刻家禮易簡編以曉之，十二年兼署壽州，張獻忠來犯，嗣立與鄉官方震孺募死士夜斫賊營，斬其梟帥，獲馬匹衣甲無算，三奉旨錄其功；十四年春正月河南賊數十萬，所謂過天星、袁老山者五股合圍潁，賊偵探遙見天神執刀騎赤馬巡城，大驚遁去，追斬數千，嗣立卧食城上八十餘日，衣不解帶以勞成病，屬纊時猶呼追賊者三，後震孺按廣東，悉其勞績聞之兩院舉入鄉賢，從祀郡學。 據府志、阮通志參修
2. ↑  光緒《潁上縣志·卷八·宦業》：知縣蕭嗣立，南敏舉人，崇正八年春流寇陷潁州霍邱，秋復掠潁上，嗣立繕城固守告急於潁州道謝肇元，肇元請發兵五百以守之，寇退，論功陞潁州知州。